# Trichocladium medullare
Trichocladium medullare är en svampart som beskrevs av Kohlm. & Volkm.-Kohlm. 1995. Trichocladium medullare ingår i släktet Trichocladium och familjen Chaetomiaceae.   Inga underarter finns listade i Catalogue of Life.